# Lech, Čech et Rus
 (janvier 2024).
 (janvier 2024).

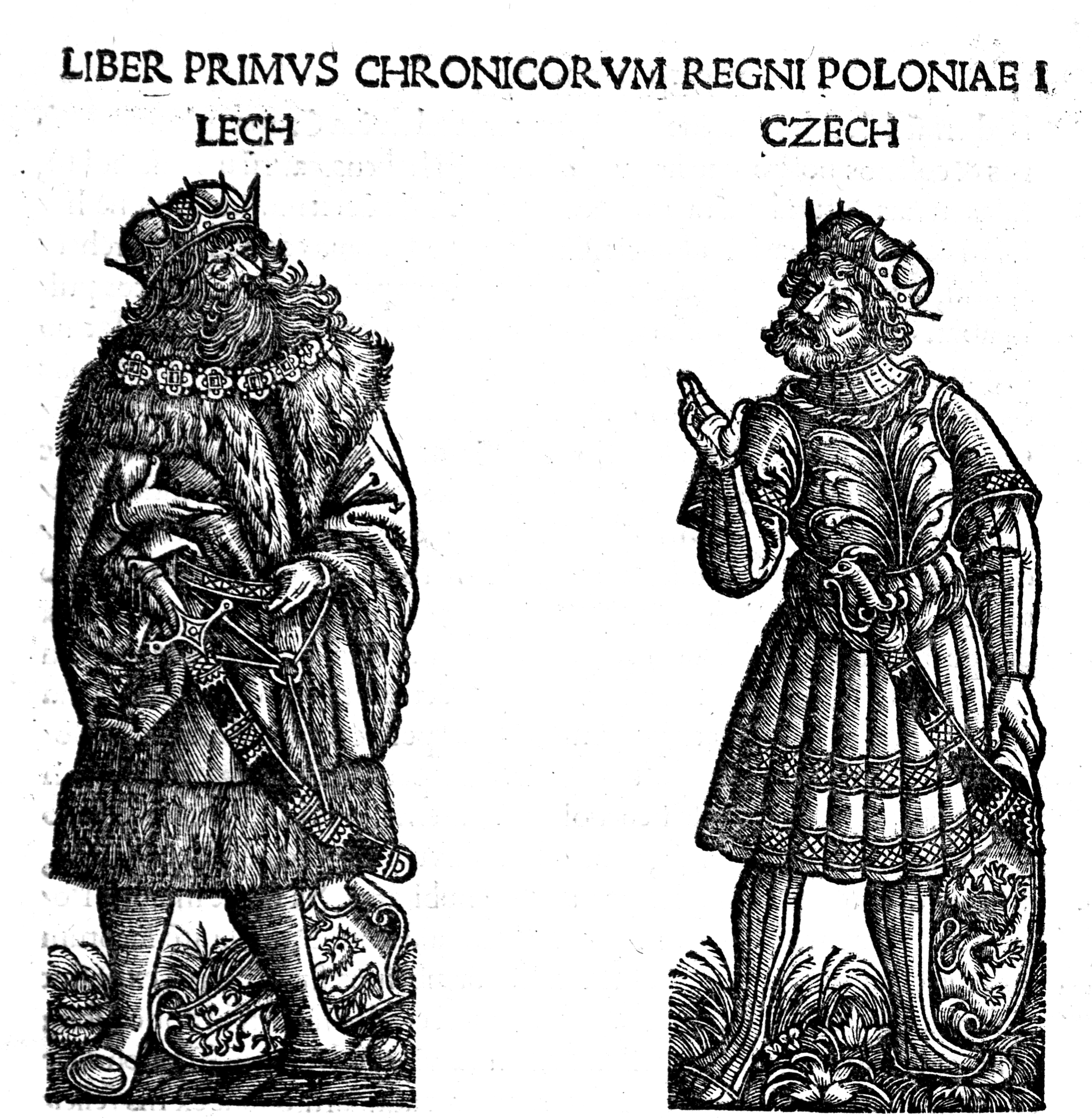
Lech et Czech, Chronica Polonorum (1506).

Lech, Čech et Rus (prononcés [ˈlɛx, ˈtʃɛx e ˈruːs], en croate : Leh, Čeh i Meh) étaient, selon une ancienne légende de la mythologie slave, les trois frères à l'origine de trois nations :
- la Pologne (aussi appelée poétiquement Lechia) ;
- la Bohême (Čechy - aujourd'hui la plus grande partie de la Tchéquie) ;
- la Ruthénie (Rus' - aujourd'hui la Russie, la Biélorussie et l'Ukraine).

## Description
Les Chroniques de la Grande-Pologne (Chronica Poloniae maioris), remontant au règne de Przemysl II vers la fin du XIIIe siècle, les mentionnent comme les fils de Yavane, personnage de la Genèse, et les ancêtres des peuples, tels qu'ils ont été institués. Il s'agit essentiellement d'une étymologie des gentilés, comme elle était répandue durant l'Antiquité et le Moyen Âge. 
Selon la légende, les frères furent des chefs de famille au sein des Slaves qui vivaient dans la terre entre les fleuves de la Vistule et du Dniepr. Lorsqu'arriva le moment où ce pays ne pouvait plus nourrir le nombre constamment croissant d'individus du peuple florissant, les trois tribus ont décidé d'abandonner leur patrie pour aller vers le cours supérieur du Pripiat. De là, Rus se sépara de ses frères et s'est déplacé vers les plaines infinies de l'Est avec ses partisans. Les deux autres poursuivirent leur chemin vers l'Ouest jusqu'à la région de Cracovie où les voies de Čech et Lech se séparent : le premier se rend vers la source de la Vistule, traversa la Porte de Moravie et conclura son voyage quand il a finalement atteint le sommet du mont Říp sur les rives d'Elbe. Il ne restait à Lech, tout seul, qu'une seule voie, celle vers le Nord. Après avoir marché pendant longtemps, il arriva au pays de la Warta avec sa tribu. Un jour, ils voyaient le nid d'un aigle blanc sur une colline où, le considérant de bon augure, ils ont fondé la ville de Gniezno.
Dans les chroniques tchèques, commençant par Cosmas de Prague (1125), Čech est également évoquée sous l'appellation latine de Bohemus ; la Chronique de Dalimil (1314) raconte son arrivée au mont Říp. Les écrits parlent seulement des deux frères, Lech et Čech. Selon des rapports ultérieurs, l'histoire se déroule au VIIe siècle.